# Ельведіна Музаферія
Ельведіна Музаферія (босн. Elvedina Muzaferija; нар. 20 серпня 1999, Високо, Зеницько-Добойський кантон, Боснія і Герцеговина) — боснійська гірськолижниця, учасниця зимових Олімпійських ігор (2018). За заявами боснійських ЗМІ — найкраща лижниця Боснії і Герцеговини. Прапороносиця Боснії і Герцеговини на церемоніях відкриття і закриття зимових Олімпійських ігор (2018).

## Життєпис
Ельведіна Музаферія народилася 20 серпня 1999 року в місті Високо (Зеницько-Добойський кантон). Вчилася в школі в Сараєво. Ельведіна почала кататися на лижах у віці 6 років. Тренер лижної школи порадив батькові Ельведіни пошукати для неї відповідний спортивний клуб, оскільки вона своїми здібностями перевершувала їхню школу. У віці 12 років Ельведіна почала брати участь у міжнародних змаганнях з гірських лиж. Нині є членкинею лижного клубу ZE-2010 Зениці.

## Спортивна кар'єра
У віці 16 років взяла участь у своїй першій гонці від Міжнародної федерації лижного спорту (ФІС). 29 грудня 2015 року посіла перше місце на перегонах ФІС у дисципліні жіночий слалом, обігнавши Софію Раллі і Віру Асенову.
2016 року взяла участь в зимових юнацьких Олімпійських іграх, що проходять у Ліллегаммері, Норвегія. Ельведіна брала участь у чотирьох дисциплінах: посіла 25-е місце в супергіганті, 16-е місце у суперкомбінації, не фінішувала у слалом-гіганті і не стартувала в слаломі.
У лютому 2017 року взяла участь у чемпіонаті світу з гірськолижного спорту (2017) в Санкт-Моріці. Ельведіна зайняла 55-е місце в слаломі і не фінішувала у слалом-гіганті. У березні того ж року взяла участь у чемпіонаті світу з гірськолижного спорту серед юніорів в Оре, Швеція. Посіла 36-е місце у суперкомбінації, 38-е у швидкісному спуску, 57-е в гігантському слаломі, не фінішувала у слаломі та супергіганті.
У лютому 2018 року виступила на зимових Олімпійських іграх. Під час церемоній відкриття та закриття виступала прапороносицею Боснії і Герцеговини. Ельведіна змагалася в чотирьох дисциплінах. Посіла 31-е місце у швидкісному спуску, 42-е місце в супергіганті і 44-е місце у гігантському слаломі. Не фінішувала у слаломі.

## Результати змагань на зимових Олімпійських іграх 2018
| Змагання           | Швидкісний спуск/ 1 спуск | Швидкісний спуск/ 1 спуск | Слалом/ 2 спуск | Слалом/ 2 спуск | Всього  | Місце | Відставання |
| Змагання           | Час                       | Місце                     | Час             | Місце           | Всього  | Місце | Відставання |
| ------------------ | ------------------------- | ------------------------- | --------------- | --------------- | ------- | ----- | ----------- |
| швидкісний спуск   | не проводиться            | не проводиться            | не проводиться  | не проводиться  | 1:46,80 | 31    | +7,58       |
| супергігант        | не проводиться            | не проводиться            | не проводиться  | не проводиться  | 1:27,97 | 42    | +6,86       |
| комбінація         | 1:46,62                   | 22                        | DNF             | DNF             | —       | —     | —           |
| слалом             | DNF                       | DNF                       | —               | —               | —       | —     | —           |
| гігантський слалом | 1:19,33                   | 49                        | 1:15,57         | 44              | 2:34,90 | 44    | +14,88      |